# Okres Suwałki
Okres Suwałki (polsky Powiat suwalski) je okres v polském Podleském vojvodství u hranic s Litvou. Rozlohu má 1307,31 km² a v roce 2019 zde žilo 35 674 obyvatel. Sídlem správy okresu je město Suwałki, které však není jeho součástí, ale tvoří samostatný městský okres.

## Gminy
Vesnické:
- Bakałarzewo
- Filipów
- Jeleniewo
- Przerośl
- Raczki
- Rutka-Tartak
- Suwałki
- Szypliszki
- Wiżajny